# 노동

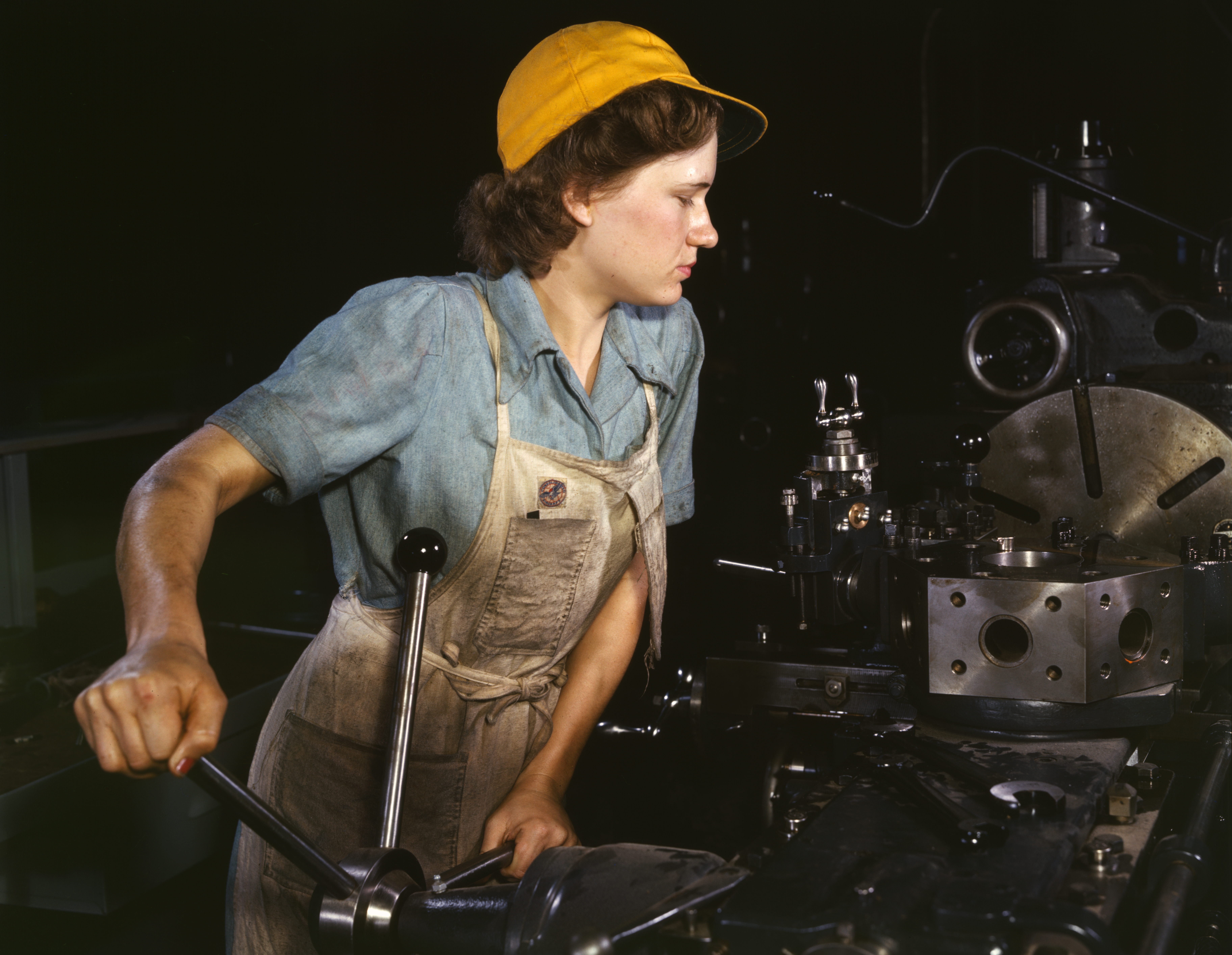
1942년 제2차 세계대전 기간 미국 텍사스의 항공기 작업자

노동(勞動, 문화어: 로동, 영어: labor 레이버[*], 독일어: Arbeit 아르바이트[*])은 경제활동에서 재화를 창출하기 위해 투입되는 인적 자원 및 그에 따른 인간의 활동을 뜻한다. 흔히 자본·토지와 함께 생산의 3대 요소로 불리며, 보수를 대가로 한다는 점에서 취미·여가와 같은 인간의 다른 활동과 구별된다. 노동에는 육체적 활동과 정신적 노력이 모두 포함된다.

## 노동의 종류
- 가내노동
- 육체노동
- 정신노동
- 노예노동

## 직무 특성 모델
해크먼과 올덤이 고안한 직무 특성 모델(Job characteristics model)은 직무 특성들이 어떻게 직업성과를 가져오는지에 대해 연구하는데 널리 사용된다. 여기에는 다섯 가지의 직무 특성과 세 가지 직무수행자의 심리적 상태들, 직무만족을 포함한 네 가지 성과변수들로 구성되어 있다. 다섯 가지 직무 특성은 다음과 같다.
1. 기능 다양성(skill variety): 많은 수의 다른 기술과 재능을 요구하는 정도
2. 과업 정체성(task identity): 전체적이고, 동일하다고 증명할 수 있는 한 작업 부분의 완성을 요하는 정도
3. 과업 중요성(task significance): 직무가 다른 사람들에 대하여 가지고 있다고 믿는 영향의 정도
4. 자율성(autonomy): 작업장, 작업중단, 과업할당과 같은 의사결정에서의 자유, 독립성, 재량이 주어지는 정도
5. 과업 피드백(task feedback): 성과의 효율성에 대한 명료하고 직접적인 정보를 제공하는 정도

이 다섯 가지 주요 직무 특성들은 합쳐져서 직무의 동기 부여 잠재력 점수(MPS)를 이루게 되는데, 이것은 직무가 얼마나 한 직원의 태도와 행동에 영향을 끼치는가를 알게 해주는 지표로 사용된다. 이들을 상호 결합하여 설계하면, 세 개의 심리적 상태가 직무수행자들 사이에 일어난다. 직무에 대하여 느끼게 되는 의미성, 직무에 대한 책임감, 직무수행 결과에 대한 지식이 그것이다. 개인이 이러한 심리적 상태를 경험하게 되면 결과적으로 내재적인 작업동기와 직무만족은 높아지고 작업의 질이 상승하며 이직률과 결근율이 저하된다.

## 임금
임금은 노동의 대가로 주어지는 보수로서 시간에 따라 지급되는 시급, 매일 지급되는 일급, 일주일마다 주어지는 주급, 한 달에 한 번 지급되는 월급 등으로 나뉜다. 앞서 노동의 대가로서 임금이 지급된다고 표현했지만, 실상은 노동의 대가가 아니라 노동력의 대가로서 임금이 지급된다. 노동의 대가로서 임금이 지급된다면 자본가, 쉽게 말해 기업이 이윤을 얻는다는 것은 불가능하다. 다만 노동력을 제공하는 피고용인의 최소한의 권리를 보장하기 위한 최저임금 제도가 존재하여 일정 기준 이하의 저임금을 지급하지 못하도록 정부 차원에서 억제하고 있다.

## 경제학
경제학은 노동과 관련한 많은 경제 문제를 다룬다. 학파에 따라 노동에 대한 개념·인식 등이 달라 노동에 관련된 경제문제에 대해 서로 상이한 입장을 보이기도 한다.

### 고전 경제학
애덤 스미스는 《국부론》에서 부의 축적에 영향을 미치는 요소로서 운송 등과 함께 분업 등 노동형태의 혁신이 필요하다고 주창하였다. 고전경제학파는 노동을 토지, 자본 등과 함께 생산의 주요 요소로 인식하였다.

### 마르크스 경제학
카를 마르크스는 노동만이 가치를 창출한다는 노동가치론을 주창하였다. 마르크스는 그의 저서 《자본론》에서 자본은 노동이 창출한 가치의 일부를 착취하여 이윤을 창출하고 이를 다시 자본으로 투입하는 것이 자본주의 경제의 본질이라고 주장하였다. 또한 마르크스는 노동과 노동력을 구분하였는데 자본주의 경제에서 노동력은 노동할 수 있는 능력을 뜻하며, 고용계약을 통해 노동시장에서 상품으로 거래된다고 주장하였다.

### 추상적 노동
마르크스에 의해 주장된 추상적 노동은 구체적 노동과는 대비되는 개념으로써 인간의 노동을 상품생산에 부여된 구체적인 시간과 노동량으로 판단하는 것이 아니라, 노동이라는 활동 자체로써 판단하는 것이다. 즉, 구체적 노동으로 상품의 가치를 판단하게 되면 인간 개개인의 능력에 따라 부여되는 노동시간이 다르다. 그로 인해 상품의 가치가 달라지게 된다. 이러한 점을 해결하기 위해 마르크스는 상품에 부여되는 노동력의 가치는 추상적 노동의 영역에서 생산된 것으로 한정하였다.

## 노동자
노동자 또는 근로자는 근로 계약에 따라, 자신의 노동력을 고용주에게 제공하고, 그에 대한 대가로 급료를 받는 피고용자를 말한다. 육체노동자와 정신노동자 모두 노동자에 포함되며, 고용형태에 따라 정규직 노동자와 비정규직 노동자로 나뉘기도 한다. 근로기준법에서 말하는 근로자는 근로관계를 전제하고 있는 것이므로 현실적으로 타인에 의하여 결정되는 근로를 제공하지 않는 자는 근로자라 할 수 없다. 왜냐하면 근로관계가 없는 근로자는 근로기준법의 적용대상이 될 수 없기 때문이다. 그러므로 계약 명칭에 상관없이 근로자가 사용자의 지휘·감독하에서 노무를 제공함으로써 실질적인 사용종속관계가 존재하는 경우에는 근로기준법상의 근로자라 할 수 있다.

### 계급
노동 계급은 노동자 집단을 사회 계급으로 파악하는 사회과학의 개념이다.

### 조직
노동자는 자신의 정치, 경제, 사회적 이익을 대변하기 위해 노동조합과 같은 조직을 결성하여 사회에 영향력을 행사한다.

## 나라별 노동 시간
OECD(2007년)에 따르면 대한민국의 노동자들이 OECD 국가들 가운데서 가장 노동 시간이 길다. 대한민국의 평균 노동 시간은 년간 2,261시간으로서 두 번째로 노동 시간이 긴 나라보다 400시간이 더 길고 미국의 평균보다 34%가 길다. 독일(1353시간)과 일본(1808시간)은 물론 폴란드(1953시간), 슬로바키아(1947시간) 등을 멀찌감치 따돌렸다. 정세균 민주당 대표는 2010년 2월 2일 한국방송 라디오 연설에서 “다른 OECD 국가들에 비해 연간 80일이나 더 일하는 셈”이라고 요약했다. 노동시간을 연간 300시간만 줄여도 일자리가 200만 개 나온다. 대한민국의 전형적인 주간 근무시간은 44시간 이상이다. 대부분의 사람들이 오전 8시에 업무를 시작하고 밤 10시 혹은 그 보다 늦게 업무를 종료한다. 저녁에 업무를 하기 전에 저녁 식사를 하는 경우도 많다. 2004년에 주 6일제 근무를 폐기하는 법이 제정되기 전까지, 대한민국의 재벌 등 대기업은 토요일에 일하는 유일한 OECD 국가였다. 법적으로는 그렇지 않다고 하더라도, 많은 사무직 근무자들은 주말에도 일하거나, 그들의 상사가 자리를 뜨기를 기다리며 자리에서 빈둥거리는 경우가 많다.

## 같이 보기
- 고용
- 노동법
- 최저임금
- 생활임금
- 노동생산력
- 노동환경
- 인간공학(인체공학)
- 노동 시간